# Фламандська червона порода
Фламандська червона, також фламандська (фр. Rouge flamande, або просто Flamande) — порода великої рогатої худоби молочного напряму, поширена на півночі Франції. Племінну книгу породи відкрито у 1886 році.

## Історія
В середині 19 століття фламандська порода була широко розповсюджена в усіх місцевостях від Парижу до кордону з Бельгією. Коли у 1886 році було відкрито племінну книгу, налічувалося 500 000 корів цієї породи. У 1930 році корова фламандської породи з кличкою «Вікторюз» (фр. Victorieuse) стала першою французькою коровою, що дала 10000 кг молока за рік. Під час Другої світової війни поголів'я худоби значно скоротилося. У наступні роки зменшення поголів'я було пов'язане зі спалахом серед тварин туберкульозу. У 1940-х роках в багатьох господарствах північної Франції місце фламандської породи зайняло фризьке відріддя голландської породи.
У другій половині 20 століття в той час як одні власники фламандської худоби зберігали її чистопородність, інші схрещували її з худобою голландської породи (фризьким відріддям), червоною данською та червоною бельгійською. Робилися нечисленні спроби селекції худоби у напрямку розвитку м'ясних якостей, однак у 1970-х роках вони були припинені. У 1978 році налічувалося лише 4000 корів фламандської породи й з'явилися ініціативи з її збереження. Але питання стоїть не лише у відновленні певної кількості поголів'я породи, а й у пошуку чистопородних тварин. У 2010-х роках не було фламандських корів без домішки крові червоної данської породи, 90 % фламандських корів мали від 1/8 до 1/2 генів червоної данської породи.

## Опис
Масть тварин темно-червона, голова темніша за інші частини тулуба. Худоба велика, середній зріст бугаїв становить 145—150 см, корів — 135—140 см, жива маса бугаїв — 950—1250 кг, корів — 600—700 кг. Середньорічний надій становить 6413 кг молока жирністю 3,97 %.
Селекція в породі ведеться у напрямку зменшення в ній крові червоної данської худоби до 25 % й збереження у тварин великих розмірів тулуба.

## Поширення
Худоба фламандської червоної породи поширена на півночі Франції — у регіоні О-де-Франс. Станом на липень 2013 року налічувалося 2060 корів, що утримувалися у 103 стадах (господарствах), 624 корови було записано до племінної книги. Багато-хто з фермерів утримують певну кількість фламандської червоної худоби в одних стадах з голштинсько-фризькою худобою.

## Виноски
1. 1 2 3 4 5 6 7 8 9   Breton Black Pied. // Valerie Porter, Lawrence Alderson, Stephen J.G. Hall, D. Phillip Sponenberg (2016). Mason's World Encyclopedia of Livestock Breeds and Breeding (sixth edition). Wallingford: CABI. — P. 140. ISBN 9781780647944. (англ.)
2. ↑  Race bovin Rouge flamande. Сайт "AgroParisTech" http://www.agroparistech.fr. UFR Génétique, élevage et reproduction (AgroParisTech) - France UPRA Sélection. janvier 2009. Архів оригіналу за 14 травня 2017. Процитовано січень 2017. {{cite web}}: Зовнішнє посилання в |work= (довідка) [Архівовано 2017-05-14 у Wayback Machine.] (фр.)
3. ↑   Race bovine Rouge flamande. Сайт "Races de France" http://www.racesdefrance.fr. Maison Nationale des Éleveurs. Процитовано січень 2017. {{cite web}}: Зовнішнє посилання в |work= (довідка) (фр.)